# The Dover Boys at Pimento University
The Dover Boys at Pimento University; or, The Rivals of Roquefort Hall is een tekenfilm uit de Merrie Melodies uit 1942, geregisseerd door Chuck Jones en uitgebracht door Warner Bros. De tekenfilm parodieert The Rover Boys, een populaire boekenserie uit de jaren tien van de twintigste eeuw. Het verhaal volgt de drie Dover-broers - Tom, Dick en Larry - die hun verloofde, Dora Standpipe, moeten redden nadat ze is ontvoerd door de schurk Dan Backslide.
De tekenfilm wordt opgemerkt als een van de eerste die uitgebreid gebruik maakt van beperkte animatie, een techniek die in de jaren vijftig breder populair zou worden. Bij de release waren de studiobazen en producent Leon Schlesinger ontevreden over het gebruik van beperkte animatie en droge penseelstreken door Jones. Desondanks werd Jones aan boord gehouden vanwege de moeilijkheden bij het vinden van een vervanger tijdens de arbeidstekorten als gevolg van de Tweede Wereldoorlog.
Hoewel de tekenfilm aanvankelijk gemengde reacties kreeg, heeft het door de jaren heen hernieuwde aandacht gekregen, deels omdat het een van de weinige Warner Bros.-tekenfilms uit die tijd is die in het publiek domein is beland. De personages hebben optredens gemaakt in latere animatieseries en films, zoals Animaniacs, Futurama en Space Jam. Met de opkomst van het internet heeft het ook aandacht gekregen van jongere generaties. In 2018 werd ter ere van de 76e verjaardag een reanimatiecollaboratie uitgebracht op YouTube, waarbij meer dan 90 onafhankelijke animators de tekenfilm scène voor scène opnieuw hebben gemaakt.